# Moyencourt

Moyencourt este o comună în departamentul Somme, Franța. În 1 ianuarie 2022 avea o populație de 330 de locuitori.